# 미니밴
미니밴(영어: minivan) 또는 다목적 자동차(영어: multi-purpose vehicle, MPV)는 스포츠 유틸리티 자동차와 함께, 레크리에이션 차량(RV)의 일종이다. 캠핑용으로 쓰이는 캠퍼밴도 미니밴으로 볼 수 있다. 미니밴은 보통 모노코크 바디로 만들어진다.

## 아시아

### 대한민국

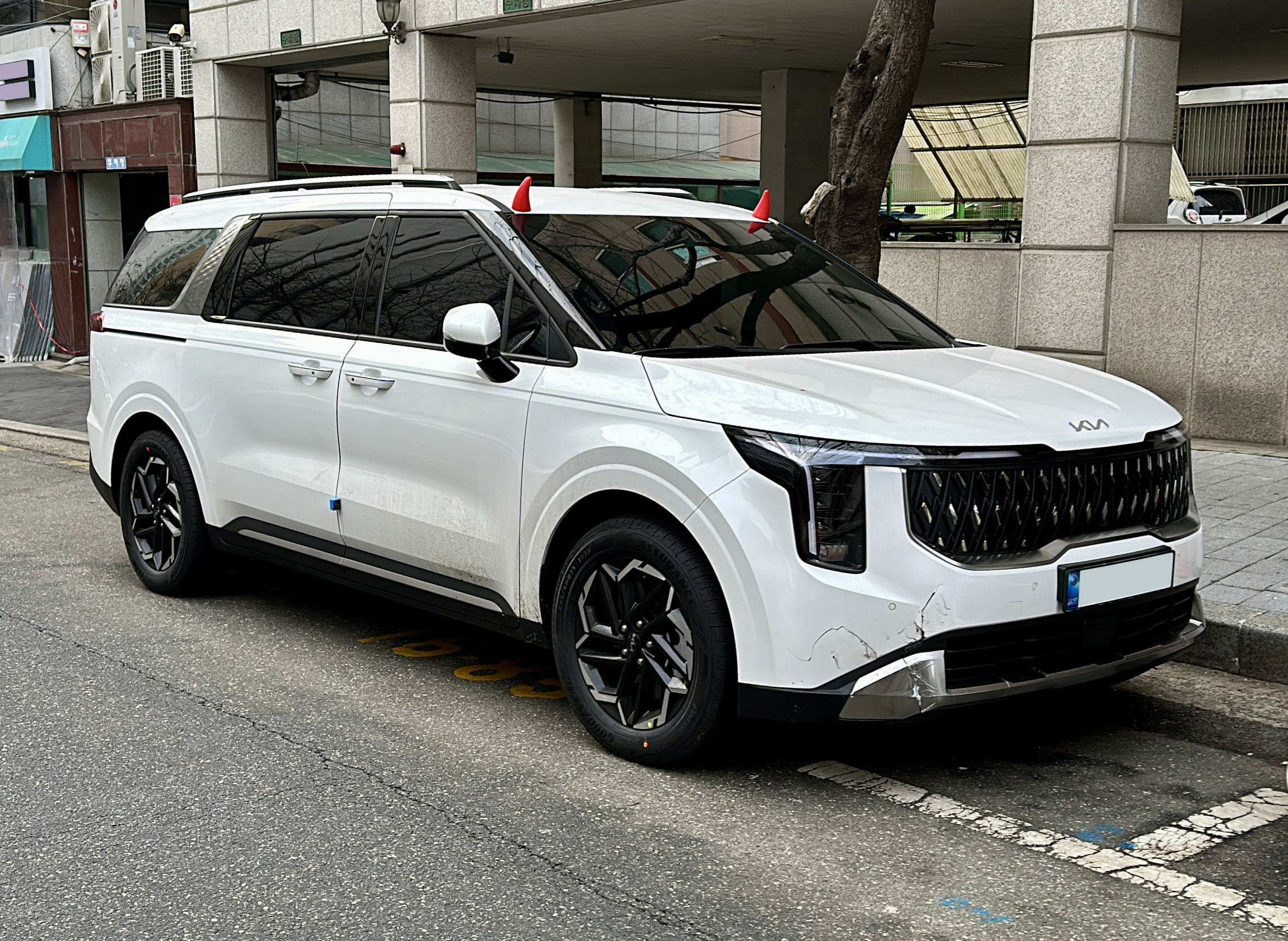
기아 카니발 (4세대) 정측면의 모습

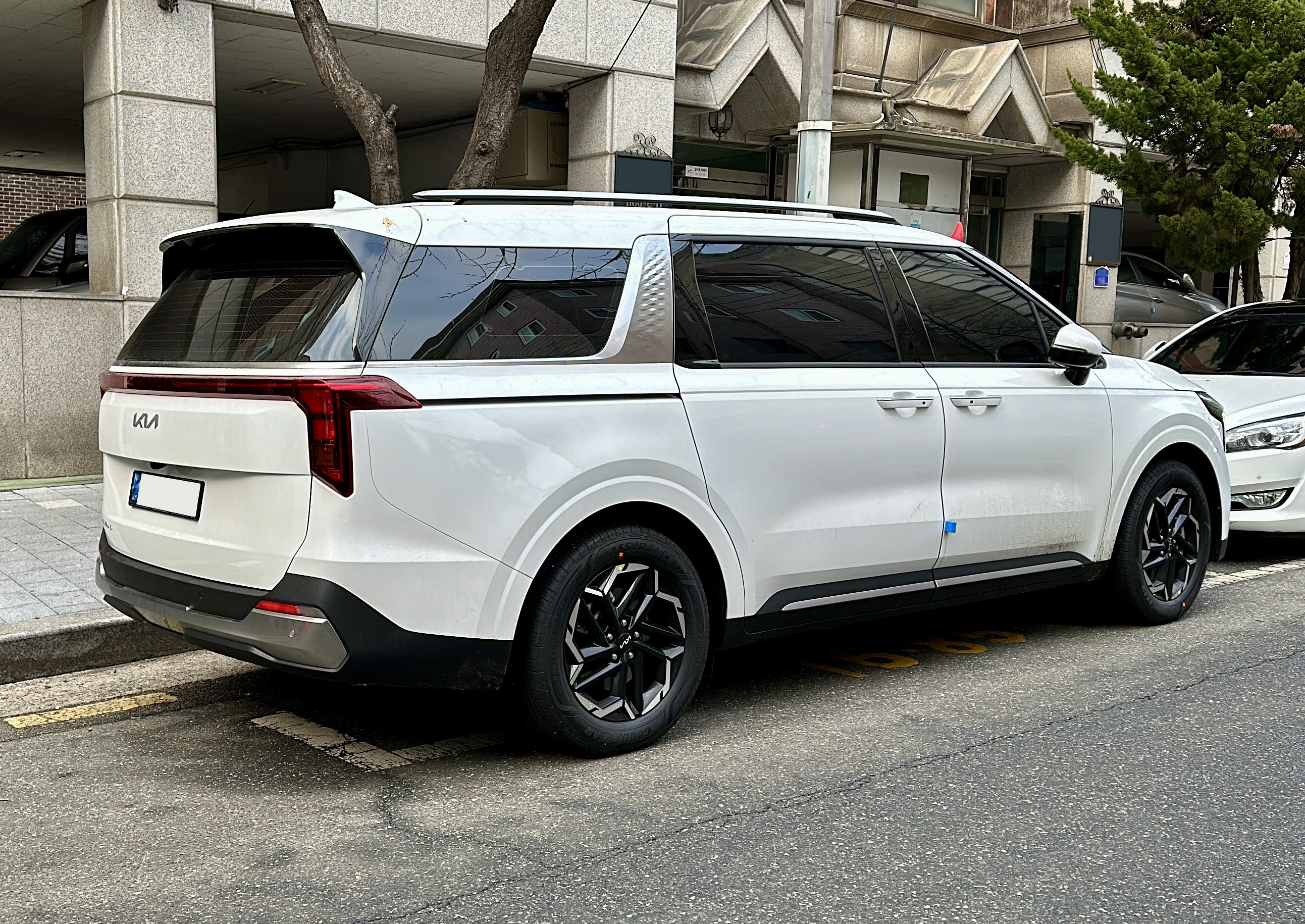
기아 카니발 (4세대) 후측면의 모습

대한민국 최초의 미니밴은 미쓰비시 샤리오(2세대)를 베이스 모델로 하여 개발된 현대 싼타모이지만, 대한민국 미니밴의 전성기를 누린 기아 카니발이 유일하다. 과거에 등장하기 시작하였던 다인승 자동차는 원 박스형 승합차였다. 하지만 승용차와 비교했을 때 운전 감각과 편의성, 안정성에 문제가 있었다. 특히, 보닛이 갖추어지지 않은데다 에어백도 없어 전면 충돌 시에 안전성이 낮다는 단점이 제기되었는데, 이러한 점을 감안하여 미니밴이 승용차 수준에 가까운 엔진 보닛을 갖춘 기아 카니발이 1998년에 출시되어, 일반 가솔린 승용차보다 저렴한 유지비와 각종 세제 혜택으로 경제성이 뛰어난 만큼, 외환위기와 같은 험난한 위기 상황 속에서 기아차 회생에 기폭제 역할을 완벽하게 수행하는 기염을 토한 바 있다. 현재 국내에서 양산하는 기아 카니발만 디젤 및 가솔린을 연료로 사용하는 미니밴을 시판하고 있다.

#### 종류
- 현대자동차
  - 현대 싼타모 (단종)
  - 현대 트라제 XG (단종)
  - 현대 스타렉스 (단종)
  - 현대 스타리아
- 기아
  - 기아 카렌스 (해외판매) (국내에서도 판매 됐다가 단종)
  - 기아 카니발
  - 기아 카스타 (단종)
- 한국지엠
  - 쉐보레 올란도 (해외 판매) (국내에서도 판매 됐다가 단종)
  - GM대우 레조 (단종)
- KGM
  - 쌍용 코란도 투리스모 (단종)
  - 쌍용 로디우스 (단종)

### 일본
동아시아 국가 중 일본 최초의 미니밴은 1982년에 출시된 닛산 프레리이며, 프레리가 출시된 1980년대에는 "다인승 승용차"라는 컨셉으로 개발된 미쓰비시 샤리오 등의 모델들이 등장하던 시기였다. 그리고 1988년에는 마쓰다 MPV(일본 내 발매는 1990년)가 북미 시장에, 1990년에 토요타 에스티마가 일본 시장에 출시되었는데, 두 사례는 기술과 디자인 면까지 포함하여 일본 자동차 업계로서 하나의 계기가 되었다. 2000년대 이후에는 크로스오버 SUV의 열풍과 마쓰다와 스바루가 미니밴 시장에서 철수하는 등 침체기를 겪었지만, 2010년대부터 다시 회복세를 보이기 시작하였다. 일본에서 미니밴이 시장에 끼치는 영향이 큰 덕에 미쓰비시 아웃랜더와 같이 미니밴의 장점을 결합한 새로운 장르의 차량도 등장하였다. 경형에서 대형, 보급형에서 고급 미니밴에 이르기까지 종류가 매우 다양한 편이고, 니스모 등의 회사에서 출시한 고성능 미니밴도 존재한다.

#### 종류
- 토요타자동차
  - 토요타 시에나
  - 토요타 알파드

- 혼다 기연 공업
  - 혼다 오딧세이

- 닛산자동차
  - 닛산 엘그란드

- 스즈키
  - 스즈키 솔리오

- 미쓰비시자동차공업
  - 미쓰비시 샤리오 (단종)
  - 미쓰비시 델리카 D:5
  - 미쓰비시 델리카 D:2

## 유럽
유럽에서는 마트라-생카 란초의 후속으로 출시된 르노 에스파스를 시초로 보고 있다. 1980년대 후반부터는 포드와 크라이슬러 같은 미국의 업체들도 진출하였으며, 제너럴 모터스도 당시 산하에 있었던 오펠을 통해 간접적으로 진출하였다. 1990년대에는 세벨의 유로밴과 포드 갤럭시/폭스바겐 샤란/세아트 알함브라의 사례처럼 여러 제조사들이 합작 회사를 세우거나 협력을 맺어 미니밴을 제작하기도 하였다. 또한 메르세데스-벤츠와 BMW 등의 고급 승용차 업체들도 미니밴 시장에 진출하였다. 1996년 출시된 르노 메간 세닉을 필두로 소형 미니밴 시장도 성장하기 시작하였다. LAV(레저 활동용 차량)이라는 파생형 모델도 있으며, 기존의 미니밴과는 달리 수직형 리프트게이트나 화물차에 쓰이는 힌지 도어를 적용하기도 한다. 저렴한 가격과 넓은 실내공간의 활용성으로 인해 상용차로 사용되기도 한다.

### 종류
- 르노
  - 르노 모듀스 (단종)
  - 르노 캉구
  - 르노 에스파스

- 폭스바겐
  - 폭스바겐 투란
  - 폭스바겐 트랜스포터

- 메르세데스-벤츠
  - 메르세데스-벤츠 시탄

- BMW
  - BMW 2 시리즈

- 현대자동차
  - 현대 ix20 (단종)

- 기아자동차
  - 기아 벤가 (단종)

## 같이 보기
- 캠퍼밴
- 스포츠 유틸리티 자동차(SUV)
- 레크리에이션 차량(RV)
- 승합차